# Derje
Derje, Darje ou Dirje (em árabe: درج; romaniz.: Darj/Derj/Dirj) é uma localidade do distrito de Nalute, na Líbia. Segundo censo de 2012, havia 4 284 residentes.

## História
Em 18 de setembro, após visitar Gadamés, o primeiro-ministro Abedalá Atani passou por Derje e Zintane e então foi a Auinia em encontro que reuniu representantes e prefeitos de várias da cidades das montanhas Nafuça.